# Ступницкий, Василий Петрович
Васи́лий Петро́вич Ступни́цкий (укр. Василь Петрович Ступницький; 1879. Харьковская губерния, Российская империя — 1945) — украинский этнограф, дирижёр и композитор.

## Биография
Родился в 1879 году в семье священника в селе Охримовка Харьковской губернии.
Окончил Императорский Харьковский университет. Затем получал музыкальное образование в Киеве и Москве, где был учеником В. С. Калинникова и С. Н. Кругликова в училище Московского филармонического общества.
Вернувшись на родину в начале XX века, он устроился учителем музыки в город Волчанск, где увлёкся коллекционированием народных артефактов. Его первый сборник «Сборник народных песен для детского или женского хора» (Волчанск, 1916) содержал хоровые обработки песен, записанных им на граммофон.
В 1920-х годах он был дирижёром  кафедрального хора и руководителем музыкальной школы в Чернигове; работал заведующим музыкальным отделением Харьковского научного общества, был преподавателем музыки и пения в Харьковском институте народного образования (так в то время назывался Харьковский университет), был дирижёром капеллы «ДУХ». В Харькове организовывал передвижные концерты.
Записал сборник «Песни Слободской Украины» (1929); Ступницкий автор оригинальных обработок украинских народных песен (среди других цикл «Слобожанские песни») и церковных произведений.
В 1940-х годах присоединился к тайному антисоветскому и проукраинскому кружку Харькова, в который входили многие известные харьковские интеллектуалы во главе с Владимиром Доленко.
На его творчество сильное влияние оказали духовные и народные песни, и оба музыкальных жанра послужили источником вдохновения для его произведений. Аранжированные им украинские народные песни и сочиненные им церковные произведения для православного богослужебного хорового пения и сегодня часто исполняются хорами.

## Избранные работы
- Десять слобожанських народніх пісень. Державне видавництво України, (1926–1927) 
  - Брати мої
  - Повій вітре
  - Ой, садове моє яблучко : пер. с рус.
  - Не хмара, не грім
  - По той бік гора
  - Девушка крапивушку жала : жен. хор
  - Із-за лєса, лєса : жен. хор
  - Понад яром
  - Осичина та березина
  - Про сіре утя : жен. хор.